# Anika Smit
Anika Smit (* 26. Mai 1986) ist eine südafrikanische Hochspringerin.
2003 gewann sie Bronze bei den Panafrikanischen Spielen in Abuja, 2006 Gold bei den Commonwealth Games in Melbourne und 2007 Silber bei den Panafrikanischen Spielen in Algier.
2008 in Addis Abeba wurde sie Afrikameisterin. Bei den Afrikameisterschaften 2012 in Porto Novo holte sie Silber.
Ihre Bestleistung von 1,93 m stellte sie am 20. Februar 2007 in Potchefstroom auf.